# Па иди, иди/Шарене очи
Па иди, иди/Шарене очи је четврти студијски албум Снежане Савић, објављен 1987. године у издању ПГП РТБ.

## Песме на албуму
| Бр. | Песма                | Музика             | Текст            | Аранжман           |
| --- | -------------------- | ------------------ | ---------------- | ------------------ |
| 1.  | Све је било заблуда  | Драган Александрић | Радмила Мудринић | Драган Александрић |
| 2.  | Шарене очи           | Драган Александрић | Радмила Мудринић | Драган Александрић |
| 3.  | Па иди, иди          | Драган Александрић | Радмила Мудринић | Драган Александрић |
| 4.  | Зашто те нема"       | Драган Александрић | Радмила Мудринић | Драган Александрић |
| 5.  | Молим те, немој ићи  | Драган Александрић | Радмила Мудринић | Драган Александрић |
| 6.  | Казнићу те пољупцима | Александар Кораћ   | Радмила Мудринић | Александар Кораћ   |
| 7.  | Утешите срце моје    | Александар Кораћ   | Радмила Мудринић | Александар Кораћ   |
| 8.  | Доћи ће време        | Данило Даниловић   | Радмила Мудринић | Данило Даниловић   |
| 9.  | Бојим се старости    | Александар Кораћ   | Радмила Мудринић | Александар Кораћ   |
| 10. | Пусти срце нека воли | Данило Даниловић   | Радмила Мудринић | Данило Даниловић   |

## Информације о албуму
- Пратећи вокали: Снежана Ђуришић
- Оркестар Драгана Александрића
- Продуцент: Драган Александрић
- Тон мајстори: Ратко Остојић, Ђорђе Илијин
- Снимано: студио Aquarius Београд